# Páramo de Berlín
El Páramo de Berlín es un ecosistema al norte de la Cordillera Oriental de los Andes en Tona (Santander), hace parte del macizo montañoso del Páramo de Santurbán.

## Localización
Se encuentra en el Distrito de Manejo Integrado de los Recursos Naturales Renovables (DMI) del Páramo de Berlín, ubicado en el corregimiento Berlín del municipio de Tona del Departamento de Santander. Posee una extensión de 44.272 hectáreas, comprendidas desde las alturas de 2.200 a 4.100 msnm y compartidas entre los Departamentos de Santander y Norte de Santander, se caracteriza por ser un páramo seco por la baja pluviosidad que presenta entre 600 y 1.100 mm/año.
Provee de agua a los 30 municipios cercanos y a las áreas metropolitanas de Bucaramanga y Cúcuta. Se encuentra amenazado por la expansión de las actividades agrícolas y ganaderas tradicionales además por el incremento de la minería aurífera.

## Historia
Ha sido escenario del conflicto armado interno de Colombia, al ser un corredor de grupos armados como las FARC-EP y se desarrolló en el mismo la Operación Berlín por el Ejército Nacional. Además ha sido transitado por los migrantes venezolanos en los últimos años.
En noviembre de 2007 fue declarado como Distrito de Manejo Integrado de los Recursos Naturales Renovables (DMI).
En 2024, un incendio forestal arraso con 300 hectáreas de este ecosistema.